# Teala Loring
Teala Loring, nata Marcia Eloise Griffin (Denver, 6 ottobre 1922 – Spring, 28 gennaio 2007), è stata un'attrice statunitense.
Era la sorella maggiore delle attrici Debra Paget, Lisa Gaye e dell'attore e truccatore Frank Griffin, e zia della truccatrice Roxane Griffin.

## Biografia
Nata nel 1922 in una famiglia di artisti del teatro vaudeville, iniziò a recitare nei night club all'età di tre anni con la madre, l'attrice Marguerite Gibson. Nel 1940 ottenne un contratto con la Paramount e cominciò ad alternare apparizioni non accreditate a piccoli ruoli col nome d'arte Judith Gibson in classici come Il mistero di Burma (1942) di Joseph H. Lewis, La taverna dell'allegria (1942) di Mark Sandrich e La fiamma del peccato (1944) di Billy Wilder.
Cambiato il nome in Teala Loring su suggerimento del regista e produttore Irwin Allen, tornò per un breve periodo al teatro per recitare con Danny Kaye nella commedia di Broadway Let's Face It!. In seguito apparve in un'altra decina di pellicole tra cui L'avventuriera di San Francisco (1945) di William Nigh, Dark Alibi (1946) di Phil Karlson e Fall Guy (1947) di Reginald Le Borg.
Dopo l'ultima apparizione nel western The Arizona Cowboy (1950), lasciò la recitazione e si sposò con Eugene Bennett Pickler, con il quale ebbe 6 figli. Morì nel 2007, all'età di 84 anni, per le conseguenze di un incidente automobilistico. È sepolta nel National Cemetery di Houston in Texas.

## Filmografia

### Cortometraggi
- Halfway to Heaven, regia di Noel Madison (1944) - non accreditata
- You Hit the Spot, regia di George Templeton (1945)

### Lungometraggi
- La fortezza s'arrende (The Fleet's In), regia di Victor Schertzinger (1942) - non accreditata
- Lo scorpione d'oro (My Favorite Blonde), regia di Sidney Lanfield (1942) - non accreditata
- Il mistero di Burma (Bombs Over Burma), regia di Joseph H. Lewis (1942) - come Judith Gibson
- Al di là dell'orizzonte (Beyond the Blue Horizon), regia di Alfred Santell (1942) - non accreditata
- La taverna dell'allegria (Holiday Inn), regia di Mark Sandrich (1942) - non accreditata
- Here We Go Again, regia di Allan Dwan (1942) - non accreditata
- Ciao bellezza! (The Powers Girl), regia di Norman Z. McLeod (1943) - come Judith Gibson
- Quando eravamo giovani (Young and Willing), regia di Edward H. Griffith (1943) - non accreditata
- Tutto esaurito (Standing Room Only), regia di Sidney Lanfield (1944) - non accreditata
- Sweethearts of the U.S.A., regia di Lewis D. Collins (1944) - come Judith Gibson
- La fiamma del peccato (Double Indemnity), regia di Billy Wilder (1944) - non accreditata
- Henry Aldrich's Little Secret, regia di Hugh Bennett (1944) - non accreditata
- Delinquent Daughters, regia di Albert Herman (1944)
- Return of the Ape Man, regia di Phil Rosen (1944) - come Judith Gibson
- I Love a Soldier, regia di Mark Sandrich (1944) - non accreditata
- La follia di Barbablù (Bluebeard), regia di Edgar G. Ulmer (1944)
- Bring on the Girls, regia di Sidney Lanfield (1945)
- Gli amori di Susanna (The Affairs of Susan), regia di William A. Seiter (1945) - non accreditata
- L'avventuriera di San Francisco (Allotment Wives), regia di William Nigh (1945)
- Black Market Babies, regia di William Beaudine (1945)
- Partners in Time, regia di William Nigh (1946)
- Dark Alibi, regia di Phil Karlson (1946)
- Bowery Bombshell, regia di Phil Karlson (1946)
- Gas House Kids, regia di Sam Newfield (1946)
- Wife Wanted, regia di Phil Karlson (1946)
- Riding the California Trail, regia di William Nigh (1947)
- Fall Guy, regia di Reginald Le Borg (1947)
- Hard Boiled Mahoney, regia di William Beaudine (1947)
- The Trouble with Women, regia di Sidney Lanfield (1947) - non accreditata
- The Arizona Cowboy, regia di R.G. Springsteen (1950)